# Аймо Діана
Аймо Діана (італ. Aimo Diana, нар. 2 січня 1978, Брешія) — італійський футболіст, що грав на позиції захисника і півзахисника, зокрема за клуб «Сампдорія», а також національну збірну Італії.
По завершенні ігрової кар'єри — тренер. З 2018 року очолює тренерський штаб команди «Ренате».

## Клубна кар'єра
Народився 2 січня 1978 року в місті Брешія. Вихованець юнацьких команд місцевих клубів «Волунтас Брешія» та «Брешія».
У дорослому футболі дебютував 1996 року виступами за головну команду «Брешії», в якій провів три сезони, взявши участь у 59 матчах чемпіонату.  Згодом сезон 1999/2000 провів в оренді у «Вероні», після чого повернувся до «Брешії», де відіграв наступні півтора сезони.
Влітку 2001 року був відданий в оренду до «Парми», у складі якої став володарем Кубка Італії 2001/02, а на початку 2003 року — до «Реджини».
Влітку того ж 2003 року на умовах повноцінного контракту став гравцем «Сампдорії». Згодом також захищав кольори «Палермо», «Торіно» та швейцарської «Беллінцони».
Завершував ігрову кар'єру виступами протягом 2011–2013 років за італійські нижчолігові «Лумеццане» та «Тренто».

## Виступи за збірні
Протягом 1997–2000 років залучався до складу молодіжної збірної Італії. На молодіжному рівні зіграв у 3 офіційних матчах.
2004 року дебютував в офіційних матчах у складі національної збірної Італії.
Загалом протягом кар'єри у національній команді, яка тривала 4 роки, провів у її формі 13 матчів, забивши 1 гол.

## Кар'єра тренера
Розпочав тренерську кар'єру відразу ж по завершенні кар'єри гравця, 2013 року, увійшовши до тренерського штабу нижчолігового клубу «Феральпізало», де пропрацював з 2013 по 2015 рік, спочатку з молодіжною командою, а згодом із «дублем».
Згодом очолював команди «Феральпізало», «Павія», «Мельфі» та «Сікула Леонцьо».
З 2018 року очолює тренерський штаб команди «Ренате».

## Статистика виступів

### Статистика клубних виступів
| Сезон                  | Команда                | Чемпіонат              | Чемпіонат | Чемпіонат | Національний кубок | Національний кубок | Національний кубок | Континентальні кубки | Континентальні кубки | Континентальні кубки | Інші змагання | Інші змагання | Інші змагання | Усього | Усього |
| Сезон                  | Команда                | Ліга                   | Ігор      | Голів     | Ліга               | Ігор               | Голів              | Ліга                 | Ігор                 | Голів                | Ліга          | Ігор          | Голів         | Ігор   | Голів  |
| ---------------------- | ---------------------- | ---------------------- | --------- | --------- | ------------------ | ------------------ | ------------------ | -------------------- | -------------------- | -------------------- | ------------- | ------------- | ------------- | ------ | ------ |
| 1996–97                | «Брешія»               | B                      | 2         | 0         | КІ                 | 0                  | 0                  | -                    | -                    | -                    | -             | -             | -             | 2      | 0      |
| 1997–98                | «Брешія»               | A                      | 29        | 2         | КІ                 | 2                  | 0                  | -                    | -                    | -                    | -             | -             | -             | 31     | 2      |
| 1998–99                | «Брешія»               | B                      | 28        | 0         | КІ                 | 4                  | 0                  | -                    | -                    | -                    | -             | -             | -             | 32     | 0      |
| 1999–00                | «Верона»               | A                      | 25        | 0         | КІ                 | 2                  | 1                  | -                    | -                    | -                    | -             | -             | -             | 27     | 1      |
| 2000–01                | «Брешія»               | A                      | 32        | 2         | КІ                 | 7                  | 0                  | -                    | -                    | -                    | -             | -             | -             | 39     | 2      |
| серп.-вер. 2001        | «Брешія»               | A                      | 2         | 0         | КІ                 | 0                  | 0                  | Інт                  | 4                    | 0                    | -             | -             | -             | 6      | 0      |
| Усього за «Брешію»     | Усього за «Брешію»     | Усього за «Брешію»     | 93        | 4         |                    | 13                 | 0                  |                      | 4                    | 0                    |               | -             | -             | 107    | 4      |
| 2001–02                | «Парма»                | A                      | 21        | 1         | КІ                 | 5                  | 0                  | КУЄФА                | 0                    | 0                    | -             | -             | -             | 26     | 1      |
| 2002-січ. 2003         | «Парма»                | A                      | 5         | 0         | КІ                 | 2                  | 0                  | КУЄФА                | 1                    | 0                    | СІ            | 1             | 0             | 9      | 0      |
| Усього за «Парму»      | Усього за «Парму»      | Усього за «Парму»      | 26        | 1         |                    | 7                  | 0                  |                      | 1                    | 0                    |               | 1             | 0             | 35     | 1      |
| січ.-черв. 2003        | «Реджина»              | A                      | 16+2      | 0         | КІ                 | -                  | -                  | -                    | -                    | -                    | -             | -             | -             | 18     | 0      |
| 2003–04                | «Сампдорія»            | A                      | 33        | 5         | КІ                 | 1                  | 0                  | -                    | -                    | -                    | -             | -             | -             | 34     | 5      |
| 2004–05                | «Сампдорія»            | A                      | 32        | 5         | КІ                 | 1                  | 0                  | -                    | -                    | -                    | -             | -             | -             | 33     | 5      |
| 2005–06                | «Сампдорія»            | A                      | 29        | 6         | КІ                 | 4                  | 1                  | КУЄФА                | 6                    | 1                    | -             | -             | -             | 39     | 8      |
| Усього за «Сампдорію»  | Усього за «Сампдорію»  | Усього за «Сампдорію»  | 94        | 16        |                    | 6                  | 1                  |                      | 6                    | 1                    |               | -             | -             | 106    | 18     |
| 2006–07                | «Палермо»              | A                      | 26        | 1         | КІ                 | 0                  | 0                  | КУЄФА                | 3                    | 0                    | -             | -             | -             | 29     | 1      |
| 2007-січ. 2008         | «Палермо»              | A                      | 15        | 1         | КІ                 | 1                  | 0                  | КУЄФА                | 2                    | 0                    | -             | -             | -             | 18     | 1      |
| Усього за «Палермо»    | Усього за «Палермо»    | Усього за «Палермо»    | 41        | 2         |                    | 1                  | 0                  |                      | 5                    | 0                    |               | -             | -             | 47     | 2      |
| січ.-черв. 2008        | «Торіно»               | A                      | 17        | 2         | КІ                 | -                  | -                  | -                    | -                    | -                    | -             | -             | -             | 17     | 2      |
| 2008–09                | «Торіно»               | A                      | 28        | 0         | КІ                 | 3                  | 0                  | -                    | -                    | -                    | -             | -             | -             | 31     | 0      |
| 2009-лют. 2010         | «Торіно»               | B                      | 15        | 1         | КІ                 | 1                  | 0                  | -                    | -                    | -                    | -             | -             | -             | 16     | 1      |
| лют.-черв. 2010        | «Беллінцона»           | СЛ                     | 16+2      | 0         | КШ                 | -                  | -                  | -                    | -                    | -                    | -             | -             | -             | 18     | 0      |
| 2010-січ. 2011         | «Торіно»               | B                      | -         | -         | КІ                 | -                  | -                  | -                    | -                    | -                    | -             | -             | -             | -      | -      |
| Усього за «Торіно»     | Усього за «Торіно»     | Усього за «Торіно»     | 60        | 3         |                    | 4                  | 0                  |                      | -                    | -                    |               | -             | -             | 64     | 3      |
| січ.-черв. 2011        | «Беллінцона»           | СЛ                     | 16+2      | 0         | КШ                 | -                  | -                  | -                    | -                    | -                    | -             | -             | -             | 18     | 0      |
| Усього за «Беллінцону» | Усього за «Беллінцону» | Усього за «Беллінцону» | 32+2      | 0         |                    | -                  | -                  |                      | -                    | -                    |               | -             | -             | 34     | 0      |
| 2011–12                | «Лумеццане»            | ЛП1Д                   | 29        | 1         | КІ+КІ-ЛП           | 0+1                | 0                  | -                    | -                    | -                    | -             | -             | -             | 30     | 1      |
| 2012–13                | «Тренто»               | D                      | 13        | 1         | КІ-D               | -                  | -                  | -                    | -                    | -                    | -             | -             | -             | 13     | 1      |
| Усього за кар'єру      | Усього за кар'єру      | Усього за кар'єру      | 429+6     | 26        |                    | 34                 | 1                  |                      | 16                   | 1                    |               | 1             | 0             | 486    | 28     |

### Статистика виступів за збірну
| Дата       | Місто     | Господарі         | Результат | Гості       | Турнір            | Голи | Примітки |
| ---------- | --------- | ----------------- | --------- | ----------- | ----------------- | ---- | -------- |
| 28-4-2004  | Генуя     | Італія            | 1 – 1     | Іспанія     | товариський матч  | -    | 75'      |
| 18-8-2004  | Рейк'явік | Ісландія          | 2 – 0     | Італія      | товариський матч  | -    | 46'      |
| 4-9-2004   | Палермо   | Італія            | 2 – 1     | Норвегія    | Відбір до ЧС 2006 | -    | 69'      |
| 8-9-2004   | Кишинів   | Молдова           | 0 – 1     | Італія      | Відбір до ЧС 2006 | -    |          |
| 13-10-2004 | Парма     | Італія            | 4 – 3     | Білорусь    | Відбір до ЧС 2006 | -    | 65'      |
| 17-11-2004 | Мессіна   | Італія            | 1 – 0     | Фінляндія   | товариський матч  | -    | 46'      |
| 30-3-2005  | Падуя     | Італія            | 0 – 0     | Ісландія    | товариський матч  | -    | 61'      |
| 4-6-2005   | Осло      | Норвегія          | 0 – 0     | Італія      | Відбір до ЧС 2006 | -    | 79'      |
| 17-8-2005  | Дублін    | Ірландія          | 1 – 2     | Італія      | товариський матч  | -    | 46'      |
| 12-10-2005 | Лечче     | Італія            | 2 – 1     | Молдова     | Відбір до ЧС 2006 | -    |          |
| 12-11-2005 | Амстердам | Нідерланди        | 1 – 3     | Італія      | товариський матч  | -    | 79'      |
| 16-11-2005 | Женева    | Італія            | 1 – 1     | Кот-д'Івуар | товариський матч  | 1    | 46'      |
| 2-6-2007   | Торсгавн  | Фарерські острови | 1 – 2     | Італія      | Відбір до ЧЄ 2008 | -    |          |
| Усього     |           | Матчів            | 13        |             | Голів             | 1    |          |

## Титули і досягнення
- Володар Кубка Італії (1):

«Парма»: 2001-2002